# Parki narodowe w Irlandii
Parki narodowe Irlandii – obecnie na Irlandii istnieje 6 parków narodowych – wszystkie na obszarze republiki Irlandii:
| Nazwa polska   | Nazwa angielska      | Nazwa irlandzka            | Hrabstwo | Pow. [km²] | Rok utw. |  |
| PN Ballycroy   | Ballycroy NP         | PN Bhaile Chruaich         | Mayo     | 110        | 1998     |  |
| PN Burren      | The Burren NP        | PN na Boirne               | Clare    | 15         | b.d.     |  |
| PN Connemara   | Connemara NP         | PN Chonamara               | Galway   | 30         | 1990     |  |
| PN Glenveagh   | Glenveagh NP         | PN Gleann Bheatha          | Donegal  | 57         | 1984     |  |
| PN Killarney   | Killarney NP         | PN Chill Airne             | Kerry    | 105        | 1932     |  |
| PN Gór Wicklow | Wicklow Mountains NP | PN Shléibhte Cill Mhantáin | Wicklow  | b.d.       | 1991     |  |